# منتخب ساحل العاج لكرة اليد
منتخب ساحل العاج لكرة اليد هو الممثل الرسمي لدولة ساحل العاج في رياضة كرة اليد. نافس في بطولة أفريقيا لكرة اليد للرجال وظهر فيها 16 مرة كانت الأولى في سنة 1976 وكانت أفضل نتيجة له فيها هي المركز الثاني وذلك في سنة 1981.